# Чирское
Чирское (укр. Чирське) — село, входит в Переяслав-Хмельницкий район Киевской области Украины.
Население по переписи 2001 года составляло 186 человек. Почтовый индекс — 08412. Телефонный код — 4567. Занимает площадь 0,75 км².

## Местный совет
08450, Київська обл., Переяслав-Хмельницький р-н, с.Гайшин, вул.Жовтнева,16

## История
Хутор был приписан к Михайловской церкви в Переяславе
Село образовано после 1945 года объединением хуторов Чирск и Павловка